# 622 (numero)
Seicentoventidue (622) è il numero naturale dopo il 621 e prima del 623.

## Proprietà matematiche
- È un numero pari.
- È un numero composto da 4 divisori: 1, 2, 311, 622. Poiché la somma dei suoi divisori (escluso il numero stesso) è 314 < 622, è un numero difettivo.
- È un numero semiprimo.
- È un numero omirpimes.
- È un numero nontotiente (per cui la equazione φ(x) = n non ha soluzione).
- È un numero felice.
- È un numero congruente.
- È un numero intero privo di quadrati.
- È un numero malvagio.
- È parte della terna pitagorica (622, 96720, 96722).

## Astronomia
- 622 Esther è un asteroide della fascia principale.
- NGC 622 è una galassia spirale della costellazione della Balena.

## Astronautica
- Cosmos 622 è un satellite artificiale russo.

## Altri ambiti
- 622 millimetri è il diametro standard di una moderna ruota da bicicletta.